# Dendral
Dendral – system ekspertowy, opracowany w połowie lat sześćdziesiątych (ok. 1965 roku) w Stanford University, przez zespół naukowców w składzie: Bruce Buchanan, Edward Feigenbaum oraz Joshua Lederberg (laureat Nagrody Nobla w dziedzinie fizjologii i medycyny). Opracowanie tego systemu zajęło około 15 lat. Podstawowym zadaniem tego systemu było ustalanie struktury molekularnej nieznanych chemicznych związków organicznych na podstawie analizy widm spektroskopowych. System opracowano z wykorzystaniem języka Interlisp. W systemie Dendral wykorzystano specjalny algorytm opracowany przez J. Lederberga, w celu systematycznego generowania wszystkich możliwych struktur cząsteczkowych. Wiedza w systemie Dendral była reprezentowana zarówno w sposób proceduralny (generowanie struktur), jak i w formie reguł (moduł sterowany danymi) oraz ewaluacji. System osiągnął sprawność porównywalną, a w niektórych przypadkach przewyższającą, ekspertów-ludzi. System Dendral i pochodne od niego systemy stały się typowymi narzędziami w warsztacie zawodowych chemików.